# ジョー・プランティ
ジョー・プランティ（Joe Prunty,1969年 - ）は、アメリカ合衆国のバスケットボールの指導者。カリフォルニア州出身。アメリカ男子プロバスケットボールリーグNBAのミルウォーキー・バックスのアシスタントコーチ。英国男子ナショナルチームのヘッドコーチも務めていた。

## 経歴
NBAでのキャリアはサンアントニオ・スパーズのビデオコーディネーターとして1996年から始まった。2002年にアシスタントコーチに昇格し、2005年まで務め、2003年と2005年の優勝に貢献した。2005年から2008年にかけて、ダラス・マーベリックス、2008年から2010年にかけてポートランド・トレイルブレイザーズ、2010年から2013年にかけてクリーブランド・キャバリアーズでアシスタントコーチを務めた。2013年ジェイソン・キッドがヘッドコーチとして指揮を執るブルックリン・ネッツにアシスタントコーチとして招かれた。翌年、ジェイソン・キッドヘッドコーチと共に、ミルウォーキー・バックスのアシスタントコーチとして移籍した。2018年1月、ジェイソン・キッドの退任によりバックスのヘッドコーチに昇格した。2018年6月27日、フェニックス・サンズのアシスタントコーチに就任したことが発表された。2021年7月23日、アトランタ・ホークスのアシスタントコーチに就任したことが発表された。2023年2月21日、ヘッドコーチのネイト・マクミランが解任されたことにより、暫定ヘッドコーチとしてホークスの指揮を執ることが発表された。2023年6月28日、ミルウォーキー・バックスのアシスタントコーチに再び就任したことが発表された。
　